# Medal of Honor
La Medal of Honor ("medaglia d'onore" in italiano) è la più alta decorazione militare assegnata dal Governo degli Stati Uniti, simile alla Victoria Cross britannica, alla Legion d'onore francese, alla Virtuti militari polacca o alla Medaglia d'oro al valor militare italiana.
La medaglia d'onore è spesso assegnata personalmente al destinatario o, in caso di decorazione postuma, ai familiari, dal Presidente degli Stati Uniti. Per il suo alto valore, la medaglia è particolarmente protetta dalle leggi statunitensi. A causa della sua natura, la medaglia è frequentemente assegnata postuma. A volte è denominata "medaglia d'onore del congresso", in quanto il Presidente degli Stati Uniti presenta la decorazione "in nome del Congresso". È concessa a un membro delle United States Armed Forces che si è distinto per un
I membri di tutti i rami delle forze armate statunitensi sono idonei a ricevere la medaglia. Vi sono tre differenti design dell'onorificenza, a seconda della forza armata d'appartenenza del decorato. Esercito e Aeronautica hanno ciascuna la propria versione, mentre Marina, Corpo dei marines e Guardia costiera condividono tutte e tre lo stesso modello.
La medaglia d'onore è una delle sole due onorificenze militari da portare al collo conferite dalle forze armate statunitensi ed è l'unica conferita a membri delle forze armate statunitensi. L'altra è la Legion of Merit di grado comandante, ed è autorizzata ad essere richiesta solamente da parte di dignitari stranieri generalmente con grado pari al Chiefs of Staff.

## Origine
Il primo sistema formale di onorificenze per azioni di valore individuali da parte di soldati statunitensi venne costituito da George Washington il 7 agosto 1782, quando creò il Badge of Military Merit, creato per riconoscere "qualunque azione singola meritoria". Questa decorazione costituisce la prima onorificenza statunitense in combattimento e la seconda onorificenza militare statunitense più antica di tutte, dopo il Fidelity Medallion.
Nonostante la caduta in disuso del Badge of Military Merit dopo la guerra d'indipendenza americana, rimase il concetto di onorificenza militare per azioni valorose. Nel 1847, dopo lo scoppio della guerra messico-statunitense, fu costituito un Certificate of Merit, per i soldati che si erano distinti in azione. Il certificato venne in seguito comparato a una medaglia, come il Certificate of Merit Medal
All'inizio della guerra civile americana, venne proposta una medaglia per il valore individuale da James W. Grimes a Winfield Scott, il comandante generale dell'esercito statunitense. Scott non approvò la proposta, ma la medaglia iniziò ad essere utilizzata nella Marina. Il 21 dicembre 1861 Abramo Lincoln firmò l'autorizzazione per una medaglia navale al valore. La medaglia doveva essere «conferita a sottufficiali, marinai e Marines che si distinguono per il loro valore e altre qualità durante l'attuale guerra». Il Segretario alla Marina degli Stati Uniti d'America Gideon Welles fornì l'autorizzazione per progettare la nuova decorazione. Una simile onorificenza venne in seguito creata anche per l'esercito il 12 luglio 1862, per essere conferita ai «sottufficiali e ai soldati che si distinguono per valore in azione e altre qualità durante l'attuale insurrezione».

## Aspetto

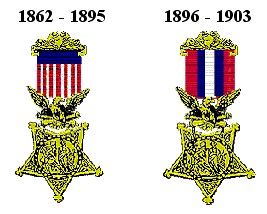
Una delle prime versioni dell'Esercito

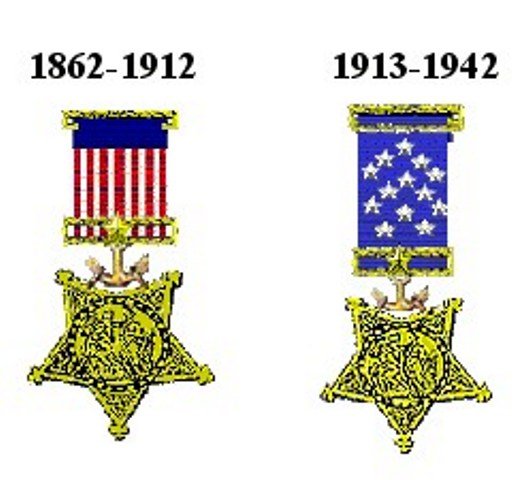
Una delle prime versioni della Marina

La medaglia si è evoluta nell'aspetto dalla sua creazione nel 1862. L'attuale medaglia per l'esercito è una stella dorata circondata da una corona, sormontata da un'aquila su una barra nella quale è incisa la scritta VALOR. La medaglia è collegata per mezzo di un uncino ad un nastro moiré di colore blu chiaro di seta largo 20 mm e lungo 522 mm.
Esiste una versione della medaglia per ogni corpo delle forze armate: l'esercito, la marina e l'aeronautica. Essendo il corpo dei marines parte della marina, coloro che prestano servizio presso questo corpo ricevono la versione della marina della Medal of Honor.
La medaglia della guardia costiera, venne distinta da quella della marina nel 1963 e non è mai stata assegnata, in parte a causa della fusione tra guardia costiera e marina in tempo di guerra. Non esiste neppure il disegno. Solo un membro della guardia costiera, il segnalatore di 1ª classe Douglas Munro, ricevette la versione della Marina per le sue azioni durante la Battaglia navale di Guadalcanal.
Nei rari casi (finora 19 in tutto) in cui un militare riceve più di una Medal of Honor, i regolamenti attuali specificano che deve essere aggiunto un simbolo al centro del nastro della medaglia. Per indicare più di una medaglia, l'esercito e l'aeronautica conferiscono una o più "foglie di quercia" mentre la marina assegna una o più stelle dorate.
In alcune situazioni viene portato semplicemente il nastrino, che ha la stessa sfumatura di blu del nastro della medaglia e contiene cinque stelle bianche, che formano la lettera "M". Quando viene indossato, il nastrino viene appuntato da solo, circa 6 mm sopra il centro degli altri nastrini. Quando l'onorificenza viene indossata in abiti civili, si usa una coccarda, dello stesso colore e con le cinque stelle bianche. Il nastrino e la coccarda vengono consegnate assieme alla medaglia.

### Bandiera

Bandiera della Medal of Honor

Il 23 ottobre 2003 è stato autorizzata la consegna di una bandiera a coloro che erano insigniti della Medal of Honor.
La bandiera è basata sull'idea del sergente Bill Kendall, che ideò una bandiera per onorare il capitano Darrell Lindsey, un pilota di B-26 che venne ucciso nella seconda guerra mondiale e venne insignito dell'onorificenza. Il disegno di Kendall è costituito da un campo blu, nella stessa sfumatura del nastro contenente tredici stelle bianche a cinque punte che sono quasi identiche a quelle disegnate da Sarah LeClerc dell'istituto di araldica dell'esercito statunitense. Il disegno di LeClerc, accettato come bandiera ufficiale non comprende le parole "Medal of Honor" ed è frangiato in oro. Il colore del campo e le 13 stelle bianche, posizionate in forma di tre scaglioni, formano due scaglioni di 5 stelle e uno scaglione di 3 stelle, copiando il nastro della medaglia.
Il primo militare a ricevere l'onorificenza e la bandiera ufficiale è stato Paul R. Smith. La bandiera venne preparata e consegnata alla sua famiglia assieme alla medaglia. Il 30 settembre 2006 si tenne una cerimonia speciale a bordo della USS Constitution per consegnare la bandiera a 60 militari insigniti della Medal of Honor.

## Conferimento della medaglia
Esistono due criteri principali per essere insigniti della Medal of Honor. Il primo, e maggiormente comune, consiste nella citazione di un membro della catena di comando confermato da tutti i livelli della gerarchia. In alternativa c'è la citazione da un membro del Congresso e approvato da un atto speciale del Congresso. In entrambi i casi, la medaglia viene conferita dal Presidente in rappresentanza del Congresso.
Il termine "Congressional Medal of Honor", anche se comune, non è corretto.

### Evoluzione dei criteri
Diversi mesi dopo la firma da parte di Abramo Lincoln che trasformò la Public Resolution 82 in legge il 21 dicembre 1861, venne approvata una risoluzione simile per l'esercito. I primi ad essere premiati con la medaglia furono sei soldati dell'esercito dell'Unione che dirottarono una locomotiva Confederata. James J. Andrews, a capo dell'operazione, un civile impiccato come spia dell'Unione, non ricevette la medaglia. Molte delle medaglie conferite nel XIX secolo furono associate con il salvataggio della bandiera, non solo per ragioni patriottiche, ma anche perché la bandiera era un mezzo di comunicazione nel campo di battaglia. Durante la guerra civile, nessun'altra decorazione militare venne autorizzata, e per molti
I criteri per la medaglia vennero resi più selettivi dopo la prima guerra mondiale. Dopo la seconda guerra mondiale, molti candidati alla Medal of Honor potrebbero essere stati invece insigniti con Silver Star, Navy Cross oppure onorificenze simili.
Durante la guerra civile, il Segretario di Guerra Edwin M. Stanton promise una medaglia ad ogni soldato del 27º reggimento che avesse esteso il proprio arruolamento oltre la data di termine. Molti rimasero per quattro giorni in più e vennero successivamente congedati. A causa della confusione, Stanton conferì una Medal of Honor a tutti gli 864 soldati del reggimento.
Nel 1916, una commissione di cinque generali dell'esercito verificò tutte le assegnazioni della medaglia. La commissione, guidata da Nelson Miles, raccomandò che l'esercito revocasse 911 medaglie. Tra esse erano presenti le 864 medaglie conferite ai membri del 27º reggimento, 29 medaglie conferite a coloro che servirono al funerale di Abramo Lincoln, sei civili (tra cui Mary Edwards Walker, l'unica donna che la ricevette), Buffalo Bill e altre 12 persone le cui motivazioni per il conferimento dell'onorificenza furono ritenute frivole. La medaglia della Walker venne ri-conferita postuma dal Presidente Jimmy Carter nel 1977. La medaglia di Buffalo Bill venne ri-conferita nel 1989.
All'inizio del XX secolo, la Marina conferì molte medaglie per coraggio in tempo di pace. Ad esempio, sette marinai a bordo della USS Iowa ricevettero l'onorificenza quando una caldaia esplose il 25 gennaio 1904. Imbarcato sulla USS Chicago nel 1901, John Henry Helms ricevette l'onorificenza per aver salvato il cuoco di bordo, Ishi Tomizi, dall'affogamento. Anche dopo la prima guerra mondiale, Richard Evelyn Byrd e Floyd Bennett vennero insigniti della prestigiosa medaglia per aver esplorato il Polo Nord. L'ammiraglio Thomas J. Ryan ricevette la Medal of Honor per aver salvato una donna dall'incendio di un Hotel a Yokohama, in Giappone nel 1923 dopo il terremoto a Kanto.

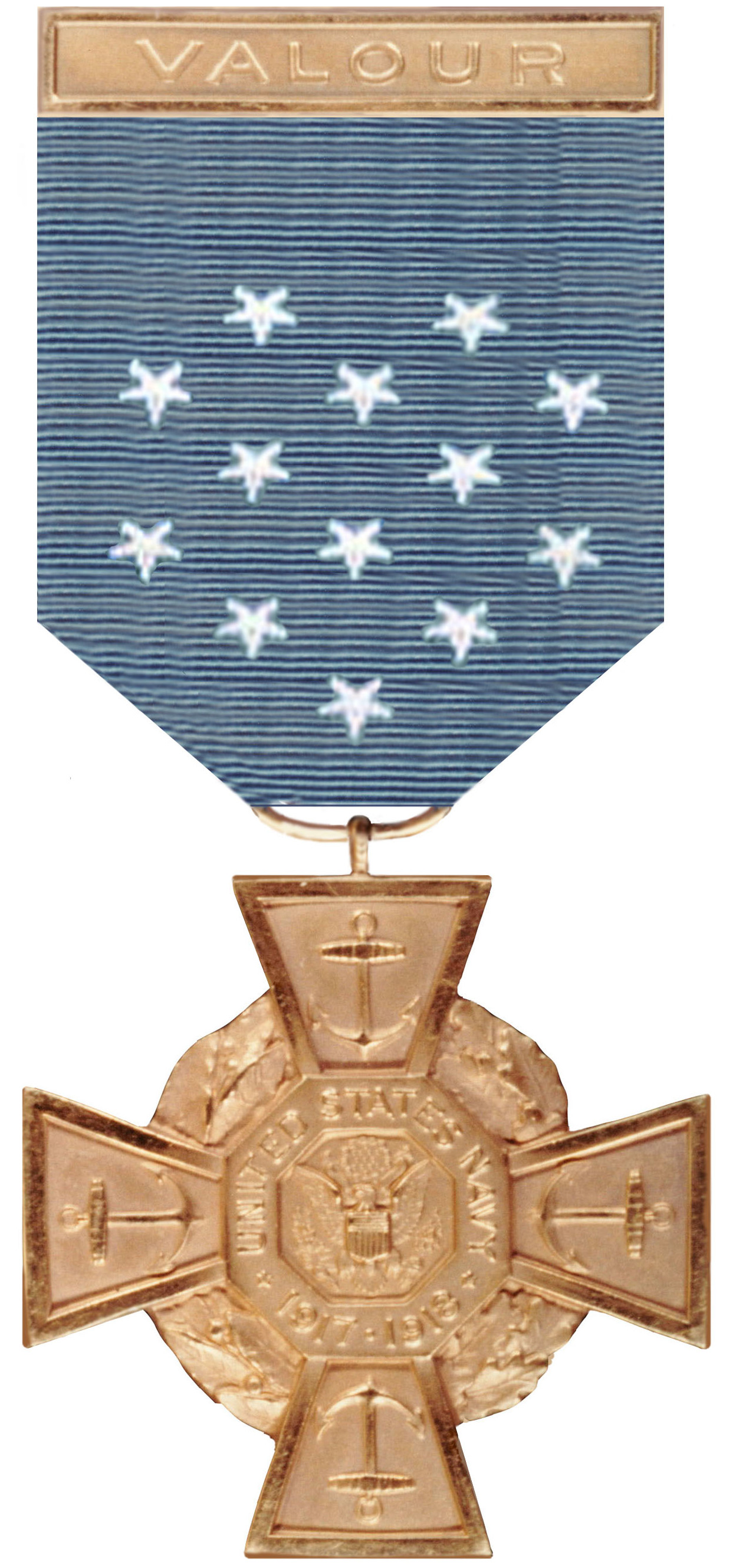
Versione della Medal of Honor chiamata "Tiffany Cross"

Tra il 1919 e il 1942, la Marina conferì due versioni della Medal of Honor: una per il valore non in combattimento e un'altra per le azioni in combattimento. Anche se i documenti ufficiali non sono completamente concordi, la Medal of Honor della Marina per le azioni in combattimento viene chiamata "Tiffany Cross". La medaglia "Tiffany" venne conferita per la prima volta nel 1919 ma divenne rara e impopolare, in parte poiché venne assegnata sia per eventi di combattimento che per eventi non avvenuti in battaglia. Di conseguenza, la Marina decise nel 1942 di tornare sui suoi passi e passare a una medaglia singola, che sarebbe stata assegnata solo per atti di eroismo.
Dall'inizio della seconda guerra mondiale, la Medal of Honor fu conferita per atti di estremo eroismo compiuti in azioni contro il nemico. In base a questi criteri, circa il 60% delle medaglie consegnate durante e dopo il conflitto furono postume. Il capitano William McGonagle costituì un'eccezione alla regola, poiché venne onorato con la medaglia durante l'Incidente della USS Liberty, che fu dovuto al fuoco amico, secondo il governo di Israele.

### Controversie
Nel 1993, uno studio commissionato dall'esercito evidenziò una discriminazione razziale e religiosa compiuta in modo sistematico nell'assegnazione delle medaglie durante la seconda guerra mondiale. All'epoca nessuna medaglia venne conferita ai soldati afroamericani che prestarono servizio durante il conflitto. Dopo una verifica esaustiva della documentazione, lo studio raccomandò che diversi soldati di colore, ai quali venne conferita la Distinguished Service Cross, fosse aggiornata l'onorificenza con una Medal of Honor. Il 13 gennaio 1997, il Presidente Bill Clinton conferì la Medal of Honor a sette veterani afro americani del secondo conflitto mondiale, e di essi solo uno era ancora in vita. Uno studio analogo, compiuto nel 1998, rivelò che anche vari soldati di origine asiatica erano stati discriminati e ricevettero la Medal of Honor nel 2000. Tra essi vennero conferite le medaglie a 20 americani di origine giapponese del 442° Regimental Combat Team Nel 2005, il Presidente George H. W. Bush consegnò la medaglia a Tibor Rubin, un veterano di origine ebrea che sopravvisse all'Olocausto, che secondo alcuni non venne insignito dell'onorificenza per la sua religione.

## Autorevolezza e privilegi

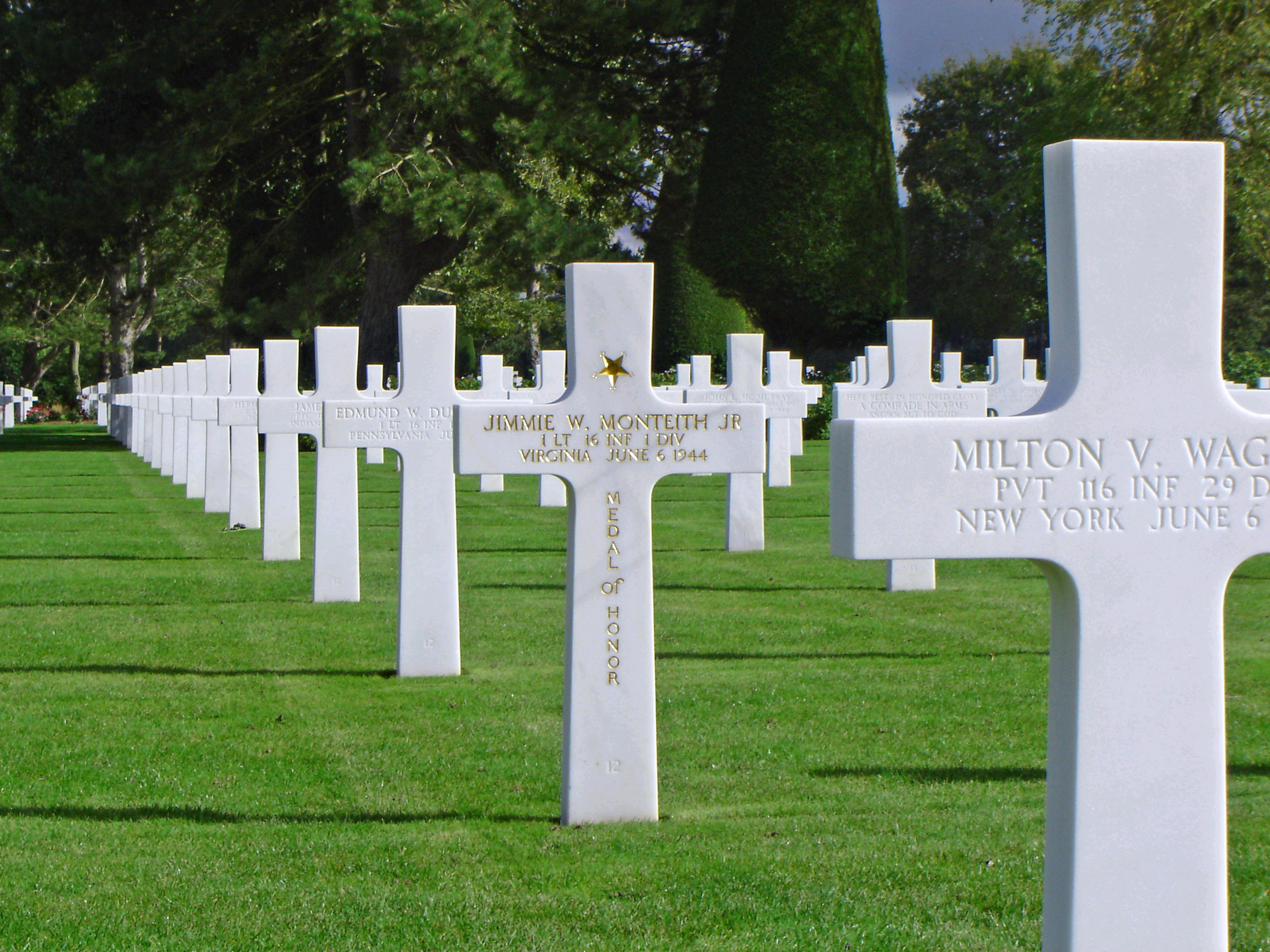
La tomba di un militare decorato al cimitero e monumento alla memoria americano in Normandia

La Medal of Honor venne autorizzata per la prima volta da una risoluzione del Congresso il 12 luglio 1862:
Successivamente vennero emanate delle autorizzazioni simili per creare le versioni della medaglia per gli altri corpi militari.
La Medal of Honor conferisce dei privilegi speciali a coloro che sono stati insigniti da questa onorificenza, sia per tradizione che per legge. Per tradizione, tutti gli altri soldati, marinai, Marines e personale dell'aeronautica, compresi gli ufficiali di alto grado fino al Presidente degli Stati Uniti, effettuano il saluto a colui che la porta. Nel caso un ufficiale incontri un militare che è stato insignito della Medal of Honor, questo non saluterà la persona in sé, ma la medaglia stessa. Per la legge, i militari decorati hanno vari benefici:
- vengono iscritti nel "Medal of Honor Roll" e sono titolari, dopo certificazione del United States Department of Veterans Affairs, di una pensione di 1027 US $ al mese;
- usufruiscono di particolari condizioni nei trasporti aerei, in base al regolamento del Dipartimento della Difesa 4515.13-r;[35]
- i figli possono accedere alle accademie militari statunitensi indipendentemente dai requisiti di ammissione;
- se hanno ricevuto la Medal of Honor dopo il 23 ottobre 2002 ricevono anche la bandiera. Inoltre tutti i 143 decorati attualmente in vita riceveranno la bandiera;
- come con tutte le altre medaglie, potranno indossare l'onorificenza su abiti civili "appropriati". Inoltre possono indossare l'uniforme "a loro piacimento" con restrizioni standard per scopi politici o commerciali; gli altri membri della famiglia possono fare lo stesso solo in alcune occasioni ufficiali.[36][37]

## Protezione legale
Fino al tardo 2006, la Medal of Honor era la sola decorazione di servizio ad essere protetta dalla legge federale contro le imitazioni e le vendite private. Lo "Stolen Valor Act" del 20 dicembre 2006 ha esteso queste protezioni ad altre onorificenze militari.
In base a questa legge, qualunque affermazione falsa in forma verbale, scritta o fisica riguardante una decorazione o un'onorificenza autorizzata a essere indossata da membri delle forze militari o da veterani costituisce un crimine federale.
Tutte le medaglie vengono conferite in forma originale dal Dipartimento della Difesa degli Stati Uniti. L'uso improprio della stessa, tra cui la creazione non autorizzata, è punibile con la reclusione. La legge è maggiormente severa rispetto allo stesso reato in relazione alle altre onorificenze. Dopo il ridisegno della medaglia da parte dell'esercito nel 1903, venne registrato un brevetto per evitare che altri potessero fabbricare la medaglia. Quando il brevetto scadde, il governo emanò una legge rendendo illegale produrla, indossarla e distribuirla senza autorizzazione. Coloro che hanno violato questa legge sono stati perseguiti e varie organizzazioni di veterani e aziende private si dedicano alla ricerca di chi afferma falsamente di aver ricevuto la medaglia.
La HLI Lordship Industries Inc., un'azienda che era in passato responsabile per la creazione della medaglia, è stata condannata nel 1996 per aver venduto 300 medaglie false a 75 $ l'una.
Nello stesso anno Jackie Stern, un cittadino statunitense residente a Fort Lauderdale in Florida fu condannato per aver indossato una medaglia che non gli era stata assegnata. La condanna a sei mesi di reclusione venne commutata da un giudice federale in un anno di libertà vigilata con l'obbligo di scrivere una lettera di scuse ad ognuno dei 171 militari decorati che erano allora in vita. La lettera venne inoltre pubblicata su un quotidiano locale.
Nel 2003 Edward e Gisela Fedora vennero incriminati per la vendita illecita di una Medal of Honor. Essi stavano vendendo le medaglie conferite al marinaio statunitense Robert Blume (per la Guerra ispano-americana) ad un agente dell'FBI. Edward si dichiarò colpevole e venne incarcerato.

## Decorati

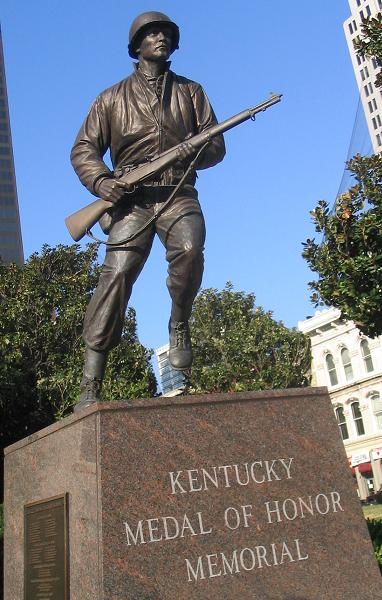
Statua a Louisville in Kentucky che onora i militari del Kentucky decorati con la Medal of Honor

In tutto sono state assegnate 3464 medaglie a 3445 persone, e 19 persone hanno ricevuto due medaglie. Di questi ultimi, 14 hanno ricevuto due medaglie per due azioni distinte e cinque sono stati decorati sia con la medaglia della marina che con quella dell'esercito per la stessa azione. Dall'inizio della seconda guerra mondiale, sono state conferite 853 medaglie, 527 postume. In tutto, sono state conferite 617 medaglie postume.
La prima Medal of Honor dell'esercito è stata conferita al soldato Jacob Parrott durante la guerra civile americana per il suo ruolo nel dirottamento di una locomotiva, mentre la medaglia più recente è stata consegnata il 29 febbraio 2016 al capo di 3ª classe Edward Byers per le sue azioni durante il salvataggio di un civile americano, il Dr. Dilip Joseph, catturato da alcuni afghani.
L'unica donna insignita della Medal of Honor è Mary Edwards Walker, una chirurga. La sua medaglia venne ritirata nel 1917 ed in seguito ri-conferita dal Presidente Jimmy Carter nel 1977.
I regolamenti attuali affermano esplicitamente che i decorati dovevano essere in servizio nelle forze armate statunitensi quando hanno compiuto un atto valoroso che gli è valso la medaglia, ma sono state fatte delle eccezioni. Ad esempio Charles Lindbergh, mentre era membro della riserva, ricevette la medaglia mentre era pilota civile e l'ammiraglio Richard O'Kane, il quale venne catturato dai giapponesi durante l'affondamento del sommergibile Tang nello Stretto di Formosa il 24-25 ottobre 1944, e fu segretamente tenuto prigioniero nel centro di detenzione della flotta Ōfuna, per poi trasferirsi nel campo regolare dell'esercito di Omori POWO. Inoltre, la medaglia venne conferita al Milite Ignoto britannico da John J. Pershing il 17 ottobre 1921. Il Milite Ignoto statunitense venne contraccambiato con la Victoria Cross, l'equivalente britannico della Medal of Honor l'11 novembre dello stesso anno.  A parte queste eccezioni, le medaglie possono essere conferite solo ai membri dell'esercito statunitense, anche se non è richiesto che abbiano la cittadinanza. Sessantuno canadesi che prestarono servizio presso le forze armate statunitensi sono stati infatti decorati con la medaglia.
Per le azioni compiute dopo il ritiro delle forze statunitensi dal Vietnam nel 1973, la medaglia è stata conferita dieci volte, di cui nove postume. Le prime due sono state conferite ai tiratori scelti della Delta Force Randy Shughart e Gary Gordon, che difesero il pilota Michael Durant di un elicottero Black Hawk che venne abbattuto durante la Battaglia di Mogadiscio. Altre quattro vennero assegnate per azioni compiute nella guerra in Iraq: il sergente di prima classe Paul Ray Smith, il caporale dei Marines Jason Dunham, lo specialista Ross A. McGinnis ed il SEAL Michael A. Monsoor. Nel 2005 una medaglia postuma venne conferita a Paul Ray Smith: nell'aprile 2003, Smith uccise più di 50 iracheni nei pressi dell'aeroporto internazionale di Baghdad, mentre forniva copertura per una stazione di soccorso dove erano presenti molti soldati statunitensi feriti. L'11 gennaio 2007 il Presidente Bush conferì a Jason Dunham la medaglia postuma per il suo coraggio durante una missione di combattimento. Dunham si gettò su una granata per salvare i suoi compagni durante un'azione nei pressi del confine siriano nell'aprile 2004. L'8 aprile 2008 la Medal of Honor postuma fu conferita ai genitori di Michael A. Monsoor, che si gettò sopra una granata il 29 settembre 2006 a Ramadi, sacrificando così la sua vita per salvare i compagni SEALs. Il 2 giugno 2008 la medaglia fu assegnata postuma a Ross A. McGinnis, che assorbì lo scoppio di una bomba a mano ad Adhamiyah, salvando le vite di quattro soldati su un HMMWV. Dal 2001 ad oggi, quattro medaglie sono state conferite membri delle forze armate statunitensi in combattimento in Afghanistan: il 22 ottobre 2007 al SEAL Michael P. Murphy per aver esposto se stesso nel tentativo di chiamare soccorsi via radio dopo che la sua unità di quattro uomini cadde in un'imboscata di superiori forze talebane il 28 giugno 2005 e nel 2009 Jared C. Monti fu decorato con la medaglia postuma per aver cercato di salvare un suo compagno sotto un pesante fuoco di armi leggere e lanciarazzi il 21 giugno 2006. Riceveranno in futuro la Medal of Honor il Berretto Verde Robert James Miller, per aver sacrificato se stesso nel tentativo di salvare la sua pattuglia da un'imboscata talebana il 25 gennaio 2008 ed il paracadutista Salvatore Giunta, per aver salvato dalla cattura un commilitone ferito il 25 ottobre 2007. Giunta sarà il primo militare dalla guerra del Vietnam ad essere insignito della medaglia non postuma. Il caporale Dakota Meyer dei Marine ha ricevuto la Medal of Honor dal presidente Obama il 15 settembre 2011 per il valore dimostrato nel salvare compagni d'arme americani e afgani in occasione di un'imboscata dei talebani in Afghanistan (8 settembre 2008). Meyer fu promosso sergente e ricevette la bandiera della Medal of Honor.
| Guerra di secessione americana | 1.522 | Guerre indiane                          | 426 |
| Sinmiyangyo                    | 15    | Guerra ispano-americana                 | 110 |
| Guerra civile Samoana          | 4     | Guerra filippino-americana              | 86  |
| Guerra dei Boxer               | 59    | Spedizione di Pancho Villa              | 56  |
| Occupazione di Haiti           | 8     | Occupazione della Repubblica Dominicana | 3   |
| Prima guerra mondiale          | 124   | Occupazione del Nicaragua               | 2   |
| Seconda guerra mondiale        | 464   | Guerra di Corea                         | 132 |
| Guerra del Vietnam             | 246   | Battaglia di Mogadiscio                 | 2   |
| Guerra in Iraq                 | 2     | Operazione Enduring Freedom             | 1   |
| Tempo di pace                  | 193   | Sconosciuto o classificato              | 9   |

| Ramo              | Medaglie |
| ----------------- | -------- |
| Esercito          | 2403     |
| Marina            | 746      |
| Corpo dei Marines | 297      |
| Aeronautica       | 17       |
| Guardia Costiera  | 1        |

### Decorati due volte
Diciannove persone sono state decorate due volte con la Medal of Honor. Cinque di essi sono stati decorati con la medaglia dell'esercito e con quella della marina per la stessa azione.
| Nome             | Servizio          | Grado                        | Conflitto                     | Note                          |
| ---------------- | ----------------- | ---------------------------- | ----------------------------- | ----------------------------- |
| Frank Baldwin    | Esercito          | Primo luogotenente, capitano | Guerra civile, Guerre indiane |                               |
| Smedley Butler   | Corpo dei Marines | Maggiore                     | Vera Cruz, Haiti              |                               |
| John Cooper      | Marina            | Timoniere                    | Guerra civile                 |                               |
| Louis Cukela     | Corpo dei Marines | Sergente                     | I guerra mondiale             | Entrambe per la stessa azione |
| Thomas Custer    | Esercito          | Secondo luogotenente         | Guerra civile                 |                               |
| Daniel Daly      | Corpo dei Marines | Soldato, Gunnery Sergeant    | Guerra dei Boxer, Haiti       |                               |
| Henry Hogan      | Esercito          | Primo sergente               | Guerre indiane                |                               |
| Ernest Janson    | Corpo dei Marines | Gunnery Sergeant             | I guerra mondiale             | Entrambe per la stessa azione |
| John J. Kelly    | Corpo dei Marines | Soldato                      | I guerra mondiale             | Entrambe per la stessa azione |
| John King        | Marina            | Watertender                  | Tempo di pace                 |                               |
| Matej Kocak      | Corpo dei Marines | Sergente                     | I guerra mondiale             | Entrambe per la stessa azione |
| John Lafferty    | Marina            | Pompiere di prima classe     | Guerra civile, tempo di pace  |                               |
| John C. McCloy   | Marina            | Timoniere, Boatswain         | Guerra dei Boxer, Vera Cruz   |                               |
| Patrick Mullen   | Marina            | Boatswain                    | Guerra civile                 |                               |
| John Pruitt      | Corpo dei Marines | Caporale                     | I guerra mondiale             | Entrambe per la stessa azione |
| Robert Sweeney   | Marina            | Marinaio semplice            | Tempo di pace                 |                               |
| Albert Weisbogel | Marina            | Capitano                     | Tempo di pace                 |                               |
| Louis Williams   | Marina            | Capitano                     | Tempo di pace                 |                               |
| William Wilson   | Esercito          | Sergente                     | Guerre indiane                |                               |

## Onorificenze simili statunitensi
Le seguenti onorificenze statunitensi portano nomi simili ma sono medaglie diverse con altri criteri di assegnamento.
- Cardenas Medal of Honor: decorazione del Revenue Cutter Service, che si è unito alla guardia costiera.
- Chaplain's Medal for Heroism: onorificenza postuma per un'azione singola a quattro destinatari.
- Congressional Gold Medal.
- Congressional Space Medal of Honor: nonostante il nome, non è uguale alla Medal of Honor.
- Medaglia presidenziale della libertà: la decorazione civile più alta.